# Richard Cleire
Richard Cleire (Anversa, 28 ottobre 1900 – Anversa, 8 gennaio 1968) è stato un missionario e vescovo cattolico belga.

## Biografia
Entrò nella congregazione dei Missionari d'Africa e, ordinato prete nel 1926, fu inviato nel Congo belga.
Fu nominato vicario apostolico del Kivu e vescovo titolare di Claudiopoli in Isauria nel 1944; nel 1952 fu nominato vicario apostolico di Kasongo e nel 1959, con l'erezione della gerarchia cattolica nel Congo, fu trasferito alla sede residenziale di Kasongo.
Fondò la congregazione indigena dei Fratelli di Nostra Signora degli Apostoli.
Lasciò la guida della diocesi nel 1963 e fu trasferito alla sede titolare di Tadamata.
Prese parte al Concilio Vaticano II.

## Genealogia episcopale
La genealogia episcopale è:
- Cardinale Scipione Rebiba
- Cardinale Giulio Antonio Santori
- Cardinale Girolamo Bernerio, O.P.
- Arcivescovo Galeazzo Sanvitale
- Cardinale Ludovico Ludovisi
- Cardinale Luigi Caetani
- Cardinale Ulderico Carpegna
- Cardinale Paluzzo Paluzzi Altieri degli Albertoni
- Papa Benedetto XIII
- Papa Benedetto XIV
- Papa Clemente XIII
- Cardinale Marcantonio Colonna
- Cardinale Giacinto Sigismondo Gerdil, B.
- Cardinale Giulio Maria della Somaglia
- Cardinale Carlo Odescalchi, S.I.
- Cardinale Costantino Patrizi Naro
- Cardinale Lucido Maria Parocchi
- Papa Pio X
- Papa Benedetto XV
- Cardinale Willem Marinus van Rossum, C.SS.R.
- Arcivescovo Giovanni Battista Dellepiane
- Vescovo Richard Cleire, M. Afr.